# Dragutin Accurti
Dragutin Accurti (Senj, 1829. – Zagreb, 7. kolovoza 1885.), hrvatski političar i publicist.
Kao službenik austrijskog konzulata u Skadru i Draču prikupljao je podatke o Albaniji. Godine 1861. izdaje "Karlovački vijestnik", prve karlovačke novine na hrvatskom jeziku. Bio je saborski zastupnik za grad Senj i primorski kotar, te kotorski sudac. Iako je izabran kao zastupnik Stranke prava, ubrzo ju je napustio. Objavio je "Crte o Arnautluku".